# Giulia Gwinn
Giulia Gwinn, född den 2 juli 1999 i Friedrichshafen, är en tysk fotbollsspelare (mittfältare) som spelar för Bayern München och det tyska landslaget.

## Klubbkarriär
Sommaren 2019 bytte Gwinn klubb och anslöt till Bayern München.

## Landslagskarriär
Giulia Gwinn var en del av den tyska truppen som spelade VM i Frankrike år 2019 och inför turneringen hade hon gjort ett mål på åtta landskamper. I premiärmatchen mot Kina blev hon målskytt i den 66:e minuten, vilket också blev det avgörande målet då matchen slutade med en 1-0-vinst till Tyskland. Giulia Gwinn blev också utsedd till matchens bästa spelare.

## Meriter
Bayern München
- Tysk mästare: 2021

 Tyskland U17
- U17-Europamästare: 2016